# Joëlle Smits
Joëlle Smits ('s-Hertogenbosch, 7 febbraio 2000) è una calciatrice olandese, attaccante del PSV e della nazionale olandese.
Campionessa dei Paesi Bassi 2018-2019, con il Twente, in patria ha conquistato anche una Coppa con il PSV nella stagione 2020-2021. Ha inoltre indossato le maglie della nazionale olandese a tutti i livelli, centrando un terzo posto con l'Under-19 all'Europeo  di Scozia 2019.

## Carriera

### Club
Joëlle Smits coltiva la passione per il calcio fin da giovanissima, iniziando la carriera tesserandosi con l'OJC Rosmalen all'età di sei anni, rimanendo legata alla società di Rosmalen e giocando con i ragazzini fino al suo trasferimento al Brabant United, l'accademia calcistica giovanile gestita congiuntamente dai club Den Bosch e RKC Waalwijk. Nel 2015 si trasferisce al CTO Eindhoven, un centro di formazione della Federcalcio olandese (KNVB), giocando nella sua prima squadra interamente femminile.
Dopo essersi allenata con il CTO Eindhoven per due stagioni, nel maggio 2017 viene dato l'annuncio del suo trasferimento al Twente dopo la firma di un contratto biennale. A disposizione del tecnico Tommy Stroot, fa il suo debutto in Eredivisie già dalla 1ª giornata di campionato, il 1º settembre 2017. Scesa in campo da titolare, sigla in quell'occasione anche la sua prima rete "senior", quella che al 58' porta sul parziale di 2-0 il risultato con le avversarie del PEC Zwolle, incontro poi terminato 3-0, prima della sua sostituzione con Bente Jansen. In quella sua prima stagione viene impiegata in tutti i 24 incontri disputati dalla sua squadra, i 16 della prima fase, dove il Twente termina al 1º posto, e i rimanenti 8 del girone per il titolo, con Smits che in questa fase segna 9 reti ponendosi al vertice della classifica marcatrici, dove è invece l'Ajax a prevalere.
La stagione successiva Stroot la impiega in 13 dei 16 incontri della prima fase, segnando 17 gol, dove il Twente giunge secondo dietro il PSV nella stagione regolare, e nei rimanenti 8 nella fase finale di campionato contribuendo, anche grazie ad altre 8 reti, alla conquista del sesto titolo nazionale per la società e il primo per l'attaccante olandese, che guida anche entrambe le classifiche marcatrici delle due fasi.

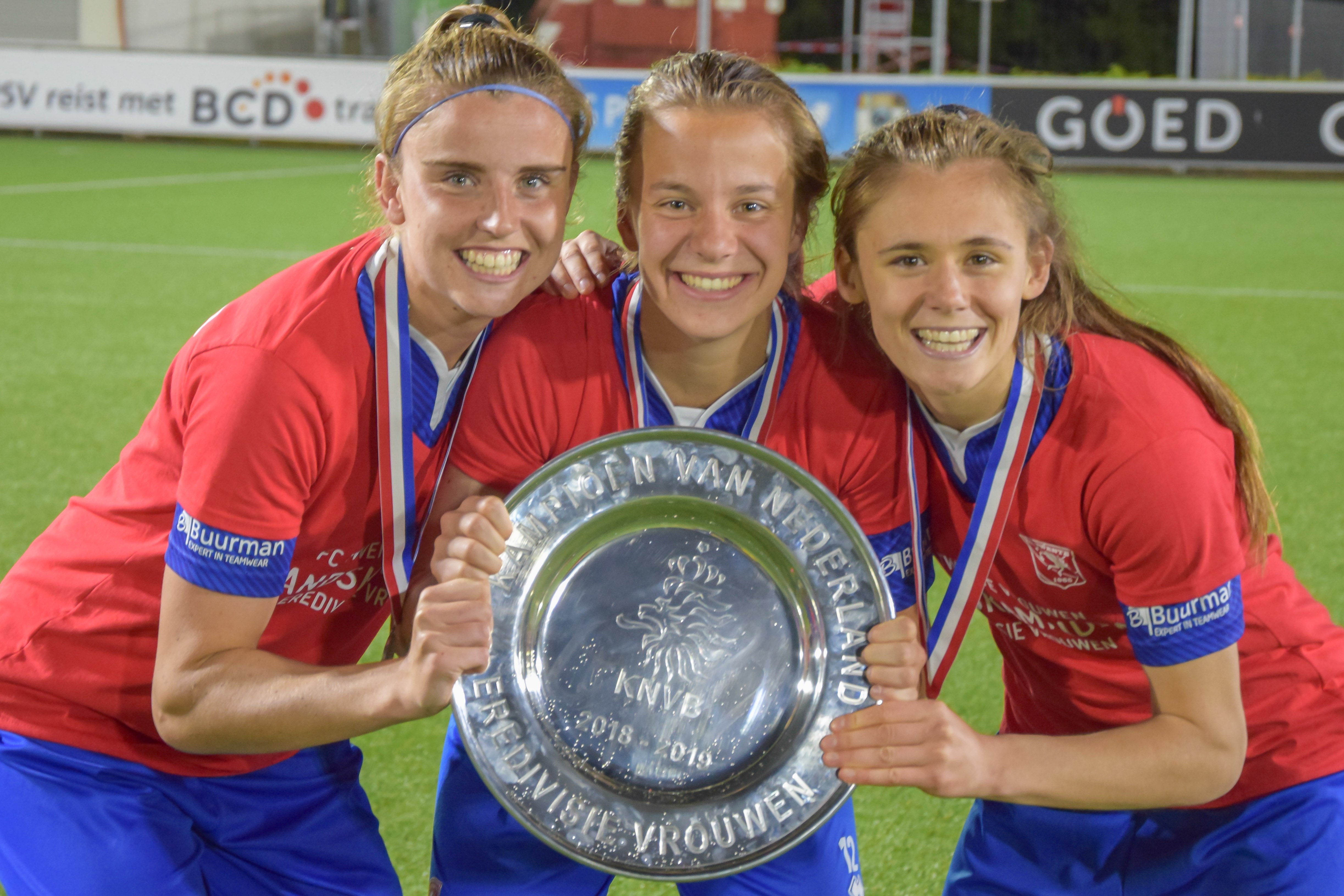
Smits (a destra) festeggia la vittoria del titolo del con Myrthe Moorrees e Lynn Wilms nel 2019.

Nel frattempo, nel febbraio 2019, viene annunciato il suo trasferimento al PSV al termine della stagione e che viene messa a disposizione del tecnico Sander Luiten, alla sua seconda stagione sulla panchina della squadra di Eindhoven dall'estate seguente. All'esordio in campionato con la nuova maglia, il 23 agosto, Smits si mette subito in luce segnando una doppietta nella vittoria esterna per 4-1 con l'Heerenveen, iniziando a scalare anche per quella stagione la classifica delle marcatrici. Costantemente impiegata in tutti gli incontri di Eredivisie, alla 12ª giornata il PSV è ampiamente in testa alla classifica, così come, con 19 reti, lo è anche Smits, le restrizioni introdotte per arginare la pandemia di COVID-19 costringono la Federcalcio olandese prima a sospendere cautelativamente ogni attività, confermando nel marzo 2020 la definitiva sospensione della stagione. Pur senza il titolo ufficialmente assegnato, grazie a questo risultato la squadra ottiene il diritto di accedere direttamente dai sedicesimi di finale della stagione 2020-2021 della UEFA Women's Champions League.
La squadra, che a fine novembre vede l'abbandono della panchina da parte di Luiten e l'arrivo dal mese successivo di Rick de Rooij, continua a giocare un campionato di vertice, tuttavia dopo aver perso lo scontro diretto con il Twente non riesce più a ritrovare il vertice della classifica, dovendosi accontentare della 2ª posizione. Smits si conferma migliore marcatrice della squadra e del torneo, con 14 reti nella stagione regolare e altri 9 nella seconda fase, ovvero 23 su 18 incontri complessivi, saltandone alcuni per una sospetta positività al COVID-19. Al termine della stagione, nella finale del 5 giugno Smits è ancora una volta protagonista, segnando al 37' la rete della vittoria per 1-0 con l'ADO Den Haag, condividendo con le compagne la sua prima Coppa KNVB femminile, prima anche per la società che, senza mai ottenerla, era arrivata alla finale per altre tre volte nel 2014, 2017 e 2018, e prima anche nella classifica delle marcatrici del torneo, che oltre il gol in finale segna una doppietta nella vittoria per 3-0 sul PEC Zwolle nei quarti di finale. Con 52 reti complessive su 45 incontri tra campionato, coppa e Champions League Smits, che il 15 settembre 2020, poco dopo l'inizio della stagione, già aveva firmato un contratto triennale per passare al Wolfsburg dal 1º luglio 2021, lascia il PSV nell'estate 2021 come migliore realizzatrice di sempre per il PSV.
All'avvio della stagione con la squadra tedesca ritrova Tommy Stroot come tecnico, passato al Wolsburg dopo la conquista del secondo titolo olandese con il Twente., facendo il suo debutto con la nuova maglia in Frauen-Bundesliga il 2 ottobre, alla 4ª giornata di campionato, scendendo in campo titolare nel pareggio esterno per 2-2 con il Friburgo. La sua prima rete la ottiene invece in UEFA Women's Champions League, segnando il gol che al 68' fissa sul 5-0 il risultato con le campionesse svizzere del Servette Chênois nell'incontro di andata della fase a gironi della stagione 2021-2022.
Dopo una sola stagione al Wolfsburg, è tornata a giocare al PSV per la stagione 2022-23.

### Nazionale
Smits inizia ad essere convocata dalla Federcalcio olandese nel 2014, inizialmente per vestire la maglia della formazione Under-15 che il 26 marzo di quell'anno affronta in amichevole le pari età del Belgio. In quell'occasione, dove il tecnico federale Johan van Heertum la impiega da titolare, sigla le due prime reti dell'incontro, terminato poi 6-0 per le Oranje. Rimasta in organico con l'Under-15 anche l'anno successivo, marca con questa formazione 8 presenze segnando 6 reti.
Dopo aver maturato altre 16 presenze, con 15 gol, tra il 2015 e il 2016 con la Under-16, sempre nel 2016, dopo aver esordito in amichevole il 23 febbraio pareggiando per 2-2 con la Danimarca, arriva la prima convocazione per un torneo ufficiale UEFA, chiamata in occasione della fase élite di qualificazione all'Europeo di Bielorussia 2016, e dove con la Under-17, nell'ultimo incontro del gruppo D sigla la doppietta con cui la sua nazionale vince per 2-0 l'incontro con la Grecia, vittoria ininfluente per l'accesso alla fase finale per la precedente sconfitta, con lo stesso risultato, con l'Grecia. Rimasta in rosa anche per le qualificazioni all'Europeo della Repubblica Ceca 2017, nel primo incontro del gruppo 4 della prima fase di qualificazione, sigla ben 7 delle 11 reti con cui la sua nazionale si impone sulla Bulgaria. Condivide in seguito con le compagne il percorso che vede le Oranje centrare prima l'accesso alla fase finale che mancava dall'edizione 2010 del torneo, dove si conferma con 10 reti all'attivo migliore marcatrice di quella fase, giungendo poi, dopo aver concluso al primo posto il gruppo B nella fase a gironi, alle semifinali, dove le olandesi vengono sconfitte 2-0 dalla Spagna.
A inizio 2017 marca la sua prima presenza in Under-19, chiamata in occasione dell'amichevole con la Svizzera del 21 gennaio, vinta per 2-1 grazie a una doppietta di Smits. Rimasta in organico fino al 2019, disputa sia la fase élite di qualificazioni che la fase finale dell'Europeo di Norvegia 2017, dove siglando 7 reti su 6 incontri condivide con le compagne il percorso che vede la sua nazionale giungere alle semifinali, per poi essere eliminate dalla Spagna che conquisterà in quest'occasione il suo secondo trofeo continentale di categoria.
Dato che il torneo funge anche da qualificazione al campionato mondiale femminile under 20 di calcio, il risultato ottenuto dai Paesi Bassi permette l'accesso, con una formazione Under-20, ai Mondiali di Francia 2018. Il tecnico federale Michel Kreek, al quale è affidata la squadra, decide di inserirla nella lista delle 21 convocate, impiegandola poi in tutti i 4 incontri disputati dalla nazionale che, dopo aver ottenuto con due vittorie, 2-1 sulla Nuova Zelanda e 4-0 sul Ghana, e una sconfitta, 4-0 con la Francia, il passaggio del turno, viene eliminata ai quarti di finale dall'Inghilterra con il risultato di 2-1.
Le sue convocazioni in Under-19 proseguono anche per le successive qualificazioni all'Europeo di Svezia 2018, per lei 5 presenze e 6 gol in questa fase senza poi essere chiamata per la fase finale, e quelle all'Europeo di Scozia 2019, dove gioca 5 incontri segnando due reti durante le due fasi di qualificazione, e le 4 nella fase finale, dove Smits contribuisce al passaggio del turno siglando una doppietta nella vittoria per 5-0 sulla Norvegia, fino all'eliminazione, in semifinale, per la sconfitta per 3-1 impartita dalla Germania del 25 luglio, incontro che è anche l'ultimo giocato da Smits indossando la maglia dell'Under-19, collocandosi con 33 reti segnate su 38 incontri al vertice della classifica di tutti i tempi per quanto riguarda presenze e marcature della formazione giovanile olandese.
Nel novembre 2019 viene data la comunicazione della sua prima convocazione in nazionale maggiore, chiamata dal ct Sarina Wiegman a sostituire Lineth Beerensteyn, in forza al Bayern Monaco, a riposo dopo aver riscontrato una lieve commozione cerebrale nella partita di Frauen-Bundesliga con il Colonia. Per il suo debutto in campo Smits deve tuttavia attendere il 4 marzo 2020, nel corso del Tournoi de France, dove all'84' rileva Vivianne Miedema nell'incontro che terminerà a reti inviolate con il Brasile.
Dopo aver maturato nel frattempo 4 presenze, il 16 giugno 2021 Smits viene inserita tra le possibili sostitute a disposizione alla lista delle convocate per il torneo di calcio femminile delle Olimpiadi di Tokyo 2020, venendo poi aggiunta alla rosa finale della squadra il 20 luglio in sostituzione dell'infortunata Sherida Spitse. In quell'occasione, pur condividendo con le compagne il percorso della sua nazionale fino all'eliminazione ai quarti di finale da parte degli Stati Uniti, non viene impiegata da Wiegman in nessuno dei 4 incontri disputati.
La ct olandese continua a concederle fiducia, convocandola sia in occasione delle qualificazioni all'Europeo di Inghilterra 2022 che a quelle al Mondiale di Australia e Nuova Zelanda 2023, andando a segno per la prima volta con la nazionale maggiore in queste ultime il 22 ottobre 2021, nell'incontro del gruppo C UEFA vinto per 8-0 su Cipro siglando la settima rete Oranje della partita.

## Statistiche

### Presenze e reti nei club
| Stagione        | Squadra         | Campionato      | Campionato | Campionato | Coppe nazionali | Coppe nazionali | Coppe nazionali | Coppe continentali | Coppe continentali | Coppe continentali | Altre coppe | Altre coppe | Altre coppe | Totale | Totale |
| Stagione        | Squadra         | Comp            | Pres       | Reti       | Comp            | Pres            | Reti            | Comp               | Pres               | Reti               | Comp        | Pres        | Reti        | Pres   | Reti   |
| --------------- | --------------- | --------------- | ---------- | ---------- | --------------- | --------------- | --------------- | ------------------ | ------------------ | ------------------ | ----------- | ----------- | ----------- | ------ | ------ |
| 2017-2018       | Twente          | E               | 24         | 20         | CO              | 1               | 0               |                    | -                  | -                  | -           | -           | -           | 25     | 20     |
| 2018-2019       | Twente          | E               | 21         | 25         | CO              | 3               | 5               |                    | -                  | -                  | -           | -           | -           | 24     | 30     |
| Totale Twente   | Totale Twente   | Totale Twente   | 45         | 45         |                 | 4               | 5               |                    | -                  | -                  |             | -           | -           | 49     | 50     |
| 2019-2020       | PSV             | E               | 12         | 16         | CO              | ?               | 1               |                    | -                  | -                  | -           | -           | -           | 25     | 20     |
| 2020-2021       | PSV             | E               | 18         | 23         | CO              | 3               | 3               | UWCL               | 2                  | 2                  |             | -           | -           | 18     | 23     |
| Totale PSV      | Totale PSV      | Totale PSV      | 30         | 39         |                 | 3+              | 4               |                    | 2                  | 2                  |             | -           | -           | 35+    | 45     |
| 2021-2022       | Wolfsburg       | BL              | 13         | 1          | CG              | 2               | 2               | UWCL               | 2                  | 1                  | -           | -           | -           | 17     | 4      |
| Totale carriera | Totale carriera | Totale carriera | 88         | 85         |                 | 9+              | 11              |                    | 4                  | 3                  |             | -           | -           | 101+   | 99     |

### Cronologia presenze e reti in nazionale
| Cronologia completa delle presenze e delle reti in nazionale ― Paesi Bassi | Cronologia completa delle presenze e delle reti in nazionale ― Paesi Bassi | Cronologia completa delle presenze e delle reti in nazionale ― Paesi Bassi | Cronologia completa delle presenze e delle reti in nazionale ― Paesi Bassi | Cronologia completa delle presenze e delle reti in nazionale ― Paesi Bassi | Cronologia completa delle presenze e delle reti in nazionale ― Paesi Bassi | Cronologia completa delle presenze e delle reti in nazionale ― Paesi Bassi | Cronologia completa delle presenze e delle reti in nazionale ― Paesi Bassi |
| Data                                                                       | Città                                                                      | In casa                                                                    | Risultato                                                                  | Ospiti                                                                     | Competizione                                                               | Reti                                                                       | Note                                                                       |
| -------------------------------------------------------------------------- | -------------------------------------------------------------------------- | -------------------------------------------------------------------------- | -------------------------------------------------------------------------- | -------------------------------------------------------------------------- | -------------------------------------------------------------------------- | -------------------------------------------------------------------------- | -------------------------------------------------------------------------- |
| 4-3-2020                                                                   | Valenciennes                                                               | Brasile                                                                    | 0 – 0                                                                      | Paesi Bassi                                                                | Amichevole                                                                 | -                                                                          | 84’                                                                        |
| 7-3-2020                                                                   | Calais                                                                     | Canada                                                                     | 0 – 0                                                                      | Paesi Bassi                                                                | Amichevole                                                                 | -                                                                          | 53’                                                                        |
| 1-12-2020                                                                  | Empoli                                                                     | Paesi Bassi                                                                | 6 – 0                                                                      | Kosovo                                                                     | Qual. Euro 2022                                                            | -                                                                          | 46’                                                                        |
| 10-6-2021                                                                  | Ferrara                                                                    | Italia                                                                     | 1 – 0                                                                      | Paesi Bassi                                                                | Amichevole                                                                 | -                                                                          | 70’                                                                        |
| 22-10-2021                                                                 | Larnaca                                                                    | Cipro                                                                      | 0 – 8                                                                      | Paesi Bassi                                                                | Qual. Mondiali 2023                                                        | 1                                                                          | 74’                                                                        |
| 26-10-2021                                                                 | Minsk                                                                      | Bielorussia                                                                | 0 – 2                                                                      | Paesi Bassi                                                                | Qual. Mondiali 2023                                                        | -                                                                          | 46’                                                                        |
| 27-11-2021                                                                 | Ostrava                                                                    | Rep. Ceca                                                                  | 2 – 2                                                                      | Paesi Bassi                                                                | Qual. Mondiali 2023                                                        | -                                                                          | 73’                                                                        |
| 29-11-2021                                                                 | L'Aia                                                                      | Paesi Bassi                                                                | 0 – 0                                                                      | Giappone                                                                   | Amichevole                                                                 | -                                                                          |                                                                            |
| Totale                                                                     |                                                                            | Presenze                                                                   | 8                                                                          |                                                                            | Reti                                                                       | 1                                                                          |                                                                            |

## Palmarès

### Club
- Campionato olandese: 1

Twente: 2018-2019
- Coppa dei Paesi Bassi femminile: 1

PSV: 2020-2021
- Campionato tedesco: 1

Wolfsburg: 2021-2022
- Coppa di Germania: 1

Wolfsburg: 2021-2022

### Individuale
- Capocannoniere dell'Eredivisie femminile: 3

2018-2019 (25 reti), 2019-2020 (19 reti), 2020-2021 (23 reti)
- Capocannoniere della Coppa KNVB femminile: 1

2020-2021 (3 reti)